# Greg Vanney
Greg Vanney (* 11. června 1974) je bývalý fotbalista, který se po konci kariéry stal trenérem. Od srpna 2014 vede kanadský klub Toronto FC v americké Major League Soccer. V roce 2017 Toronto dovedl k vítězství v MLS Cupu. V témže roce ovládli i MLS Supporters' Shield a Canadian Championship a získali tak domácí treble.

## Klubová kariéra
Vanney byl vybrán na 17. místě draftu 1996 týmem Los Angeles Galaxy. Galaxy ho na začátku sezony poslali na hostování do Sacramento Scorpions v nižší lize. Za Galaxy hrál 6 let, byl jedním z nejlepších stoperů ligy (v letech 2000 a 2001 byl v nejlepší XI soutěže) a pomohl týmu ke třem finálovým účastem. Ani jedno finále ale nedopadlo úspěšně. Po sezoně 2001 přestoupil do francouzské Bastie. V roce 2005 se vrátil do MLS, kde podepsal smlouvu s Dallasem. V lednu 2007 byl vyměněn do Colorada, už v červnu byl vyměněn do D.C. United. V únoru 2008 získal práva na hráče jeho první klub, Los Angeles Galaxy a v říjnu 2008 oznámil konec kariéry.

## Reprezentační kariéra
Vanney hrál za reprezentaci USA 11 let, debutoval 21. prosince 1996 proti Guatemale. Celkem odehrál 36 utkání a v červnu 2004 vstřelil svůj jediný gól (v utkání proti Grenadě). Vanney nastoupil v kvalifikacích na MS 1998, MS 2002 a MS 2006. Byl v širším výběru pro MS 2002, po zranění Chrise Armase ze dne 12. května 2002 se na soupisku dostal, ale o pouhé 4 dny později se v utkání s Uruguayí sám zranil a byl nahrazen Stevem Cherundoloem. Byl součástí týmu pro Zlatý pohár CONCACAF 2005, kde oslavil triumf.